# Wehrgeologie
Wehrgeologie, auch Militärgeologie, bezeichnet die Anwendung der Geologie für militärische Zwecke.

## Entwicklung der Wehrgeologie
Geologische Untersuchungen werden seit langer Zeit im Rahmen von militärischen Unternehmungen eingesetzt. Die Wichtigkeit geologischer Zusammenhänge für Militäraktionen war zum Beispiel im China der Tang-Dynastie (618 – 907) bereits bekannt. Der erste Einsatz von ausgebildeten Geologen für militärische Zwecke geht auf Napoleon zurück, der bei seinem Ägypten-Feldzug von 1798 zwei Geologen mitnahm. Als Begründer der wissenschaftlichen Disziplin der Wehrgeologie wird der Schweizer Geologe, Oberberghauptmann und Major Johann Samuel von Gruner (1766–1824) bezeichnet, dessen Schrift Verhältnis der Geognosie zur Kriegswissenschaft posthum im Jahr 1826 erschien.
Im 19. Jahrhundert hatte Geologie im militärischen Zusammenhang vor allem für den Brunnenbau, insbesondere auf kolonialen Kriegsschauplätzen Bedeutung. Im Ersten Weltkrieg kam der verbreitete Tunnelbau des Grabenkrieges dazu. Von spezieller Bedeutung war die Wehrgeologie im Karst-Gebiet des ehemaligen Jugoslawien. Die hier vorkommenden, oft kilometerlangen Höhlen wurden in einigen Fällen militärisch genutzt oder spielten eine Rolle bei Partisanenaktionen – so zum Beispiel die Adelsberger Grotten –, so dass ihre Erkundung und geologische Aufnahme von militärischer Bedeutung war.
Zur Zeit des Zweiten Weltkriegs bestanden in einigen Ländern bereits spezielle wehrgeologische Einheiten. So wurde etwa die militärgeologische Abteilung des USGS im Jahr 1942 gegründet. Eine der Aufgaben von Wehrgeologen im Zweiten Weltkrieg war zum Beispiel die Bewertung des Untergrunds für die Befahrbarkeit mit Panzern.
Während des Kalten Krieges diente die Wehrgeologie in Westeuropa überwiegend zur Vorbereitung von militärischen Übungen sowie zur Planung des Baus von Stützpunkten und (auch ziviler) Infrastruktur wie Straßen und Eisenbahnlinien. Zunehmend begann auch der Umweltschutz eine Rolle zu spielen, und seit dem Ende des Jahrhunderts die Auswertung der Daten von Erdbeobachtungssatelliten.
Seit den 1990er Jahren erhält die Wehrgeologie für europäische Streitkräfte Bedeutung für Auslandseinsätze, unter anderem für den Aufbau von Trinkwasser- und Stromversorgung, Abwasserentsorgung und den Straßenbau, im Rahmen von CIMIC-Aufträgen auch für die zivile Bevölkerung. Diese Leistungen sowie die Unterstützung in Fragen der Landwirtschaft und der Schutz von Kulturgütern im Einsatzland macht die Wehrgeologie zum Element der psychologischen Kriegsführung.

## Wehrgeologie in der Bundeswehr
Der Begriff kam in Deutschland in der Gründungsphase der Bundeswehr in den 1950er Jahren auf und bezeichnete damals vor allem die geologische Vorbereitung bei der Planung von militärischen Übungen. In den 1960er Jahren kam die Beratung bei der Auswahl von Standorten und beim Bau neuer Bundeswehreinrichtungen dazu. Seit Ende der 1980er Jahre konzentriert sich die Wehrgeologie der Bundeswehr auf Fragen des Umweltschutzes, insbesondere auf das Verringern der Umweltbelastung bei Übungen und auf das Aufspüren und Bewerten von Wehr-Altlasten. Nach der deutschen Wiedervereinigung kam auch die Verantwortung für Altstandorte der Nationalen Volksarmee sowie aufgegebene Einrichtungen der alliierten Streitkräfte dazu.
Organisatorisch war die Wehrgeologie der Bundeswehr zunächst den Luftwaffenunterstützungseinheiten und den Beratungsstellen des geophysikalischen Dienstes zugeordnet. Seit 1991 existieren sieben Wehrgeologische Stellen (WehrGeolSt) in Eggersdorf, Fürstenfeldbruck, Glücksburg, Karlsruhe, Köln-Wahn, Münster und Oldenburg. Übergeordnete Stelle ist das Zentrum für Geoinformationswesen der Bundeswehr (ZGeoBw) in Euskirchen.

## Wehrgeologie in Österreich
Im Rahmen des Österreichischen Bundesheeres übernimmt das Institut für Militärisches Geowesen unter anderem geologische Aufgaben.
Daneben existiert seit 1984 eine Arbeitsgruppe Wehrgeologie der Österreichischen Geologischen Gesellschaft. Die Aufgaben der Arbeitsgruppe liegen in der Bereitstellung grundlegender geologischer Informationen mit militärischem Bezug, so etwa Informationen zur Geländebefahrbarkeit für Ketten- und Räderfahrzeuge, zur Grabbarkeit und dem Einsatz von Baumaschinen, zur Baumaterialgewinnung und  schließlich für die Trinkwassernotversorgung.

## Wehrgeologie in der Schweizer Armee
Die Schweizer Armee führt den Geologen als Funktionsbezeichnung. Geologische Expertise war und ist im gebirgigen Terrain der Schweiz unerlässlich. Dies betrifft nicht nur die geologische Beratung im Rahmen von Projekten wie des Schweizer Reduits, sondern auch Beratung von Spezialeinheiten wie dem Katastrophenhilfebataillon oder Unterstützung der Bausappeure und der Genietruppen.

Im Zweiten Weltkrieg bestand eine Einheit Geologischer Dienst der Armee, die sich – neben Projekten des Untertagebaus – auch mit Wasserversorgung beschäftigte. Sie hatte ihr Zentralbureau am Geologischen Institut in Zürich und daneben Standorte in Bern, Andermatt, Bad Ragaz, Einsiedeln, Luzern und Thun. Zur Einheit gehörten, unter der Leitung von Rudolf Staub (Hauptmann), u. a. Walter Nabholz, Albert Ochsner, Rudolf Trümpy, Rolf F. Rutsch, Heinz Furrer, Theodor Hügi, Heinrich Jäckli, Peter Bearth, Franz Roesli, Eduard Wenk, Konrad Habicht, Hugo Fröhlicher, Wolfgang Leupold, Albert Streckeisen. Die Einheit wurde 1945 aufgelöst.
Ende der 1960er Jahre bestand eine gleichnamige Einheit, geleitet durch Walter Nabholz. Von ihr stammt Atlasblatt 57 Hörnli des Geologischen Atlas der Schweiz. Beteiligt waren u. a. Jean-Paul Schaer und Daniel Bernoulli.